# 八木さやか
八木 さやか（やぎ さやか、12月11日 -）は日本の音楽家。福岡県北九州市出身。Super Girl' juiceのボーカル/ギター。

## 略歴
- 2000年 - キングレコードよりマキシシングル『ミラクル』でデビュー。
- 2001年 - 2ndマキシシングル『坂道ココロ』をリリース。TBS系COUNT DOWN TVのEDテーマに採用。10月には3rdマキシシングル『夢跡』（テレビ東京系「給与明細」EDテーマ）をリリース。
- 2003年 - 五味孝氏とのユニットTayu-Tafuを結成。
- 2005年 - 五味孝氏とrevenusのベースだった矢島悦子とのスリーピースバンドSuper Girl' juiceを結成。
- 2010年 - 6月、第一子出産予定。